# نادی‌بورژونی
نادی‌بورژونی (به مجاری:  Nagybörzsöny) یک منطقهٔ مسکونی در مجارستان است که در ناحیه سوب واقع شده‌است. نادی‌بورژونی ۵۰٫۶۹ کیلومتر مربع مساحت و ۷۹۵ نفر جمعیت دارد.